# Comuna Pavlivka, Snihurivka
Pavlivka (în ucraineană Павлівка) este o comună în raionul Snihurivka, regiunea Mîkolaiiv, Ucraina, formată din satele Ivano-Kepîne și Pavlivka (reședința).

## Demografie
Componența lingvistică a comunei Pavlivka
     Ucraineană (96,19%)
     Rusă (3,19%)
     Alte limbi (0,36%)
Conform recensământului din 2001, majoritatea populației comunei Pavlivka era vorbitoare de ucraineană (96,19%), existând în minoritate și vorbitori de rusă (3,19%).